# Earias venus
Earias venus är en fjärilsart som beskrevs av M.Gaede 1937. Earias venus ingår i släktet Earias och familjen trågspinnare. Inga underarter finns listade i Catalogue of Life.